# NGC 3816
NGC 3816 est une vaste galaxie lenticulaire située dans la constellation du Lion. NGC 3816 a été découverte par l'astronome prussien Heinrich d'Arrest en 1864.

## Caractéristiques
Sa vitesse par rapport au fond diffus cosmologique est de 6 059 ± 23 km/s, ce qui correspond à une distance de Hubble de 89,4 ± 6,3 Mpc (∼292 millions d'al).

## Groupe de NGC 3861
Selon un article publié par A.M. Garcia en 1993, NGC 3816 fait partie du groupe de NGC 3861. Ce groupe de galaxies contient au moins 13 galaxies dont NGC 3821, NGC 3845, NGC 3859, NGC 3860, NGC 3861, NGC 3873 et NGC 3886.
Note importante : dans l'article de Garcia, NGC 3860 et NGC 3861 sont respectivement désignés UGC 6718 et UGC 6724, ce qui porte vraiment à confusion.
Un article publié en 1998 par Abraham Mahtessian mentionne aussi un groupe de cinq galaxies qui font partie du groupe de NGC 3861. Ce sont les galaxies NGC 3816, NGC 3821, NGC 3861, NGC 3873 et NGC 3886. Les galaxies NGC 3845, NGC 3859 et NGC 3860 n'apparaissent pas dans la liste de Mahtessian.
Note : la galaxie NGC 3860 (UGC 6718 dans la liste de Garcia) se retrouve dans un autre groupe décrit par Abraham Mahtessian, le groupe de NGC 3842. Ces deux groupes sont dans la même région du ciel et à des distances différentes de la Voie lactée, une moyenne de 102,3 ± 4,4 Mpc (∼334 millions d'al) pour le groupe de NGC 3842, en excluant NGC 3860, et de 87,1 ± 4,6 Mpc (∼284 millions d'al) pour le groupe de NGC 3861. La galaxie NGC 3860 est à 87,6 Mpc et donc elle appartient définitivement au groupe de NGC 3861 et non à celui de NGC 3842.

## Amas du Lion
Les galaxies du groupe de NGC 3861 font partie de l'amas du Lion (Abell 1367).